# Clistoabdominalis trochanteratus
Clistoabdominalis trochanteratus är en tvåvingeart som först beskrevs av Becker 1900.  Clistoabdominalis trochanteratus ingår i släktet Clistoabdominalis och familjen ögonflugor. Inga underarter finns listade i Catalogue of Life.